# Straubenhardt
Straubenhardt is een plaats in de Duitse deelstaat Baden-Württemberg, en maakt deel uit van het Enzkreis.
Straubenhardt telt 11.372 inwoners.
De gemeente (vernoemd naar de voormalige burcht Straubenhardt) bestaat sinds 1 december 1973 uit de vroegere gemeenten Feldrennach, Pfinzweiler en Schwann. Op 1 januari 1974 werd Ottenhausen toegevoegd en op 1 januari 1975 Langenalb.
Birkenfeld ·
Eisingen ·
Engelsbrand ·
Friolzheim ·
Heimsheim ·
Illingen ·
Ispringen ·
Kämpfelbach ·
Keltern ·
Kieselbronn ·
Knittlingen ·
Königsbach-Stein ·
Maulbronn ·
Mönsheim ·
Mühlacker ·
Neuenbürg ·
Neuhausen ·
Neulingen ·
Niefern-Öschelbronn ·
Ölbronn-Dürrn ·
Ötisheim ·
Remchingen ·
Sternenfels ·
Straubenhardt ·
Tiefenbronn ·
Wiernsheim ·
Wimsheim ·
Wurmberg